# Federico Munerati
Federico Munerati (La Spezia, Provincia de La Spezia, Italia, 16 de octubre de 1901-Chiavari, Provincia de Génova, Italia, 26 de julio de 1980) fue un futbolista y director técnico italiano. Se desempeñaba en la posición de delantero.

## Selección nacional
Fue internacional con la selección de fútbol de Italia en 4 ocasiones. Debutó el 18 de julio de 1926, en un encuentro amistoso ante la selección de Suecia que finalizó con marcador de 5-3 a favor de los suecos.

## Clubes

### Como futbolista
| Club                       | País   | Año       |
| -------------------------- | ------ | --------- |
| Novara Calcio              | Italia | 1922-1923 |
| Juventus F. C.             | Italia | 1923-1933 |
| Ginnastica Sampierdarenese | Italia | 1933-1934 |
| A. C. Pistoiese            | Italia | 1934-1935 |
| A. S. Biellese             | Italia | 1935-1938 |
| A. C. Pavia                | Italia | 1938-1939 |

### Como entrenador
| Club              | País   | Año       |
| ----------------- | ------ | --------- |
| A. S. Biellese    | Italia | 1935-1938 |
| A. C. Pavia       | Italia | 1939-1940 |
| Juventus F. C.    | Italia | 1940-1941 |
| A. C. Fanfulla    | Italia | 1942-1946 |
| A. C. Pavia       | Italia | 1947-1948 |
| A. S. Acireale    | Italia | 1948-1949 |
| A. S. Biellese    | Italia | 1949-1951 |
| Borgosesia Calcio | Italia | 1951-1952 |
| A. S. Biellese    | Italia | 1952-1953 |

## Palmarés

### Como futbolista

#### Campeonatos nacionales
| Club    | País                       | Año    |         |
| ------- | -------------------------- | ------ | ------- |
| Serie A | Juventus F. C.             | Italia | 1925-26 |
| Serie A | Juventus F. C.             | Italia | 1930-31 |
| Serie A | Juventus F. C.             | Italia | 1931-32 |
| Serie A | Juventus F. C.             | Italia | 1932-33 |
| Serie B | Ginnastica Sampierdarenese | Italia | 1933-34 |